# Ema Kogure
Ema Kogure (小暮 英麻, Kogure Ema), née le 31 octobre 1976 dans la préfecture d'Ōsaka au Japon (mais élevée dans l'arrondissement d'Adachi à Tokyo) est une seiyū (doubleuse japonaise).Notamment doubleuse dans Naruto elle doubla Naruto (Sexy Meta form)

## Prestations notables

### Animation
- Sœur Mary dans Chrno Crusade
- Numbuh 3 et Kuki Sanban dans Nom de code : Kids Next Door
- Cinque dans Gilgamesh
- Karin dans Go! Go! Itsutsugo Land
- Ringo dans Hanaukyo Maid Team
- Naomi Ryuzaki et Miyuki dans Hand Maid May
- Yuki dans Lilo et Stitch, la série
- Karen dans Mermaid Melody Pichi Pichi Pitch
- Oiroke no jutsu (Sexy Technique) de Naruto Uzumaki dans Naruto
- Ryo-Ohki dans Sasami: Mahou Shoujo Club
- Jane Buxton dans Le Secret du sable bleu
- Akari Himuro et Anzelotte dans Night Wizard The ANIMATION

### OAV
- Eikoden (Saori Kawai) dans Fushigi Yūgi
- Waitress of Mystery dans ToHeart2

### Jeux vidéo
- Mana the Ninetails dans Bloody Roar 4
- Carmilla Lita dans la série Boktai
- Coco Bandicoot dans Crash Bandicoot : la Vengeance de Cortex
- Coco Bandicoot dans Crash Nitro Kart
- Coco Bandicoot dans Crash TwinSanity
- Hinagiku dans Di Gi Charat Fantasy
- Almo Blueberry dans la série Galaxy Angel et Galaxy Angel II
- La princesse dans Shinobido: Way of the Ninja